# Polastron (Alta Garona)
Polastron és un municipi francès del departament de l'Alta Garona, a la regió d'Occitània.